# Barkens Sågverks AB

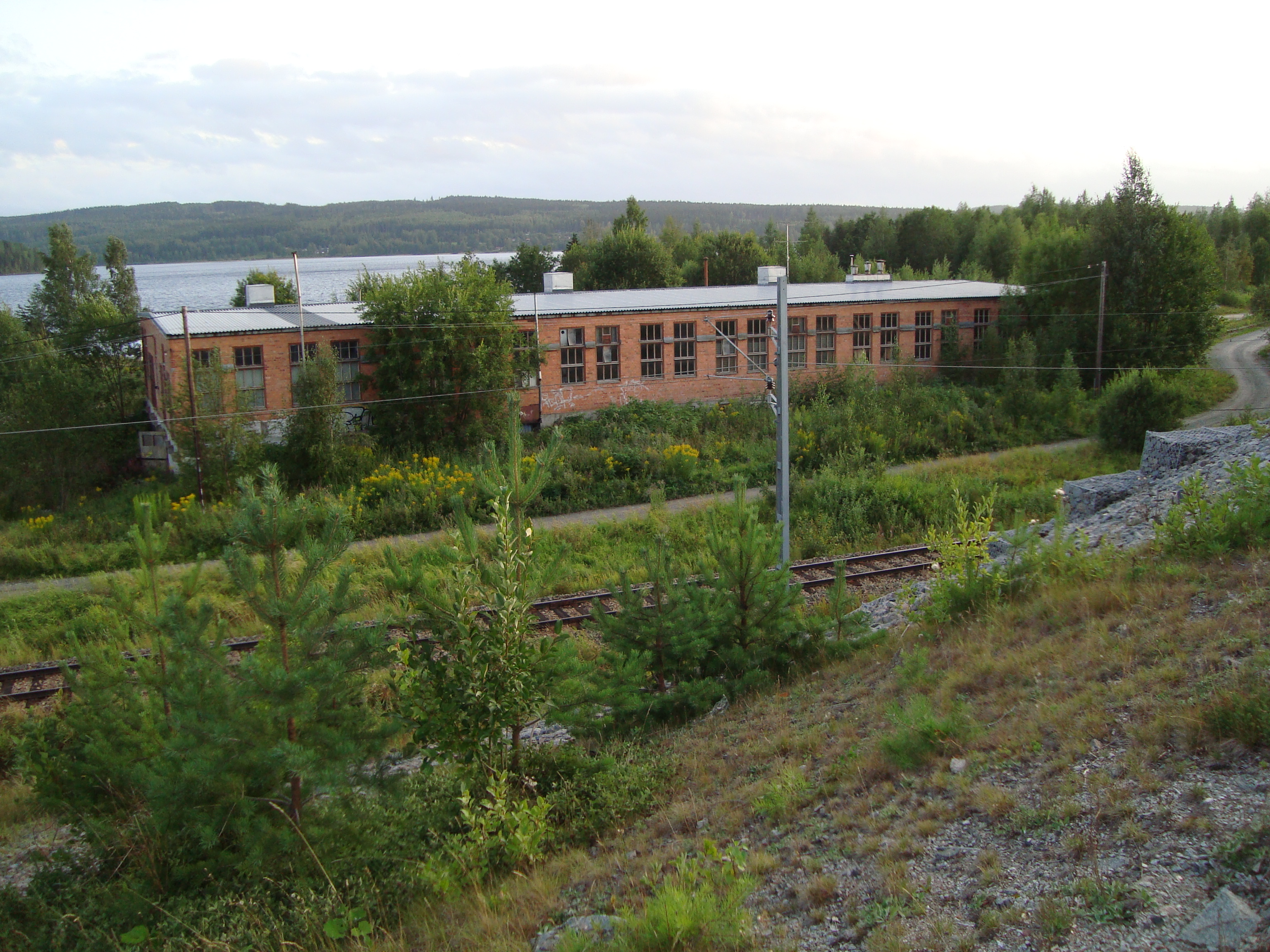
Barkens sågverk vid sjön Södra Barken i Vad.

Barkens Sågverks AB var ett sågverksbolag hemmahörande i Vad i Smedjebackens kommun i Kopparbergs län.  Bolaget, som grundades 1907, ägde fabriksanläggningar vid Saxehammar, Vad och Ängelsberg samt brädgårdrörelse i Stockholm. 
Årstillverkningen utgjordes 1946 av 10 000 stds trävaror, 20 000 m3 pappersved och props samt 5 000 läster träkol. Man fabricerade även monteringsfärdiga trähus. Aktiekapitalet 4 miljoner kr. 
Arbetarantalet var i slutet av 1920-talet omrkring 300 och i slutet av 1940-talet omkring 230.
År 1953 förvärvades Barkens Sågverks AB av Billeruds AB från familjen Wiklund som varit majoritetsägare tidigare. Den totala arealen produktiv skogsmark uppgick då till omkring 21 000 hektar. Barkens Sågverk kom att finnas kvar som dotterbolag fram till 1961, då verksamheten uppgick i moderbolaget. Verksamheten vid sågverket i Vad upphörde 1971.